# SA20 (críquet)
SA 20 es un torneo de críquet para las franquicias de Twenty20 que se disputará en Sudáfrica a principios de 2023. En la primera edición está previsto que participen seis equipos con sede en ciudades sudafricanas. En agosto de 2022, la liga fue denominada de manera oficial SA 20. Graeme Smith es el encargado de este campeonato.

## Historia
Criquet Sudáfrica (CSA) fundó la franquicia de T20 Global League en 2017. La temporada de inauguración se aplazó un año debido a la falta de un acuerdo de emisión y de un patrocinador principal, y en junio de 2018 fue sustituida por la Mzansi Super League, una liga con seis equipos propiedad de la CSA. Ambas ligas no tuvieron éxito. La MSL solo duró dos temporadas, ya que las ediciones de 2020 y 2021 se cancelaron debido a la pandemia de COVID-19.
SA20 fue creada por la CSA en 2022 a través de una nueva empresa, Africa Cricket Development (Pty) Limited (ACD). CSA es el principal accionista de ACD, con una participación del 50 %, mientras que la cadena de televisión SuperSport tiene una participación del 30 % y el antiguo director de operaciones de la Liga Premier de India (IPL), Sundar Raman, el 20 % restante. Los seis equipos fueron comprados por empresas de la IPL. En julio de 2022, CSA anunció que la serie One Day International contra Australia que se iba a disputar en enero de 2023 se cancelaría para que SA20 pudiese salir adelante.
En agosto de 2022, se anunció que Graeme Smith sería el encargado de dirigir el torneo. Más tarde, ese mismo mes, se dieron a conocer los jugadores más importantes de la primera temporada.

## Organización
Los seis equipos se enfrentarán entre sí dos veces en la fase de grupos de la competición antes de que los tres primeros pasen a las eliminatorias.
Los equipos compran a sus jugadores mediante subastas, en lugar de mediante un sorteo, lo que la convierte en la segunda liga de críquet del mundo en hacerlo, después de la Liga Premier de India. Cada equipo compra una plantilla de 17 jugadores, con la posibilidad de fichar hasta cinco antes de las subastas: tres jugadores internacionales, un jugador internacional sudafricano y un jugador sudafricano no internacional.

## Equipos
Los siguientes equipos y sus propietarios fueron anunciados como participantes en el torneo:
| Equipo | Equipo                 | Ciudad                                         | Estadio Local                                     | Propietario                                  | Capitán         | Seleccionador   |
| ------ | ---------------------- | ---------------------------------------------- | ------------------------------------------------- | -------------------------------------------- | --------------- | --------------- |
|        | Durban's Super Giants  | Durban                                         | Kingsmead Cricket Ground, Durban                  | RPSG Group                                   | Quinton De Kock | Lance Klusener  |
|        | Joburg Super Kings     | Johannesburgo                                  | Wanderers Stadium, Johannesburgo                  | India Cements                                | Faf du Plessis  | Stephen Fleming |
|        | MI Cape Town           | Ciudad del Cabo, Provincia del Cabo Occidental | Newlands Cricket Ground, Ciudad del Cabo          | Reliance Strategic Business Ventures Limited | Rashid Khan     | Simon Katich    |
|        | Paarl Royals           | Paarl                                          | Boland Park, Paarl                                | Royals Sports Group                          | David Miller    | JP Duminy       |
|        | Pretoria Capitals      | Pretoria                                       | Centurion Park, Centurion                         | JSW Group                                    | Wayne Parnell   | Graham Ford     |
|        | Sunrisers Eastern Cape | Puerto Elizabeth, Provincia del Cabo Oriental  | St George's Park Cricket Ground, Puerto Elizabeth | SUN Group                                    | Aiden Markram   | Adrian Birrell  |

## Controversia
En julio de 2022, Hermis Sports Ventures Limited, los propietarios de los Pretoria Mavericks de la ya desaparecida Global T20 League, escribieron a la CSA pidiendo una "oportunidad adecuada" para presentar una solicitud para adquirir una franquicia en el nuevo torneo, de lo contrario considerarían solicitar a los tribunales que emitieran un bloqueo para detener la celebración de los partidos, en base a la garantía del entonces director general de la CSA, Thabang Moroe, de que si en un futuro la CSA iniciaba una liga T20, los propietarios de las franquicias de la GLT20 tendrían derecho a la posesión de los equipos de la nueva liga. Sin embargo, la CSA está segura de que superará el desafío legal.